# Harvest (album de Neil Young)
Pour les articles homonymes, voir Harvest.
Albums de Neil Young
After the Gold Rush
(1970) Journey Through the Past
(1972)
Singles
1. Heart of Gold
Sortie : 17 janvier 1972
2. Old man
Sortie : 17 avril 1972

Harvest est le 4e album solo de Neil Young, sorti le 1er février 1972  sur le label Reprise Records et a été produit par Neil Young, Elliot Mazer, Jack Nitzsche et Henry Lewy.
Classé numéro un du Billboard 200 pendant deux semaines, avec deux hits, Old Man et Heart of Gold, l'album Harvest fut la meilleure vente d'albums de l'année aux États-Unis. Il fut jugé par les critiques comme l’un des albums majeurs de l'histoire du rock et le plus emblématique de Neil Young.

## Description
Après avoir quitté Crosby, Stills, Nash and Young, Neil Young a recruté un groupe de musiciens de studio de Nashville, qu'il baptise les Stray Gators, pour enregistrer un album de rock country. Le disque obtint un énorme succès, avec entre autres le single Heart of Gold, classé numéro un au Billboard Hot 100. Les autres morceaux reprennent certains thèmes récurrents de l'œuvre de Young : Alabama, par exemple, évoque dans sa forme la chanson Southern Man, tandis que The Needle and the Damage Done évoque les dommages créés par l'héroïne chez les artistes, notamment Danny Whitten, le guitariste de Crazy Horse mort d'une overdose le 18 novembre 1972, et Bruce Berry, le roadie de Young.
Neil Young ne s'attendait pas à un tel succès et il a d'abord cherché à se mettre en retrait de cette gloire soudaine. Il a écrit par la suite que Heart Of Gold « m'a mis au milieu du chemin. Voyager là est vite devenu un fardeau, je me suis donc redirigé vers le fossé. Une voie plus ardue mais j'y ai rencontré des personnes plus intéressantes. »

## Enregistrement
L'album Harvest est marqué par la spontanéité et la simplicité avec lesquelles il fut enregistré.
Young est arrivé à Nashville en 1971 pour enregistrer une émission du Johnny Cash Show, à laquelle Linda Ronstadt et James Taylor devaient aussi participer. Le producteur Elliot Mazer avait ouvert les studios Quadrafonix Sound à Nashille et invité Young à dîner le samedi 6 février, pour le convaincre d'enregistrer son prochain disque dans ses studios. Neil admirait le travail d'Area Code 615, un groupe de musiciens de studio de Nashville, qui avait enregistré ici et était intéressé. Il travaillait déjà sur plusieurs morceaux qu'il jouait en tournée, comme on peut le voir sur la setlist du Live at Massey Hall 1971. Young dit à Mazer qu'il n'avait besoin que d'un bassiste, un batteur et un joueur de pedal steel. Il prit la décision de commencer les enregistrements le soir même.
La plupart des musiciens d'Area Code 615 travaillaient le samedi soir mais Mazer parvint à trouver un batteur, Kenny Buttrey, le bassiste Tim Drummond — qui passait dans la rue à ce moment-là — et le guitariste steel Ben Keith. Cette nuit-là, ils enregistrèrent les premières pistes d'Heart of Gold, Old Man, Harvest et Dance Dance Dance, cette dernière piste n'apparaissant finalement pas dans l'album. Out on the Weekend (en) fut enregistré plus tard, avec les overdubs, par les musiciens de studio James McMahon et John Harris (respectivement au piano sur Old Man et Harvest), ainsi que Teddy Irwin (second guitariste acoustique sur Heart of Gold).
Après l'enregistrement du Johnny Cash Show le dimanche soir, Young invita Ronstadt et Taylor à l'accompagner au studio. Les trois enregistrèrent les chœurs de Heart of Gold et Old Man. Taylor emprunta le banjo de Young — un banjo à six cordes accordé comme une guitare — et enregistra une piste de Old Man.
Bad Fog of Loneliness et Journey Through the Past ont été enregistrés durant ces sessions, comme l'atteste leur apparition dans le Volume 1 1963-1972 des Archives de Young, qui y crédite les mêmes musiciens, avec Harris sur Journey et Ronstadt et Taylor sur Bad Fog. Journey Through the Past fut sorti en version instrumentale pour piano seul dans Time Fades Away, tandis que Bad Fog of Loneliness attendit 2007 pour être publié, dans Live at Massey Hall 1971.
Les morceaux comprenant des parties de guitare électrique ont été enregistrés dans une grange du ranch de Neil Young, en Californie. Mazer utilisa un système d'enregistrement à distance et installa des haut-parleurs dans la grange pour le monitoring, au lieu de fournir des casques à chaque musicien. Les enregistrements comportaient par conséquent beaucoup de « bruit », chaque micro repiquant les sons des autres instruments, mais le résultat produit plut à Mazer et Young. Are You Ready for the Country, Alabama et Words ont été enregistrés lors de ces sessions, avec Buttrey, Drummond, Keith, ainsi que Jack Nitzsche au piano et au lap steel. Young appela ce groupe les Stray Gators, qui l'accompagna lors de sa tournée de l'hiver 1973.
A Man Needs a Maid (en) et There's a World furent enregistrés par Nitsche avec le London Symphony Orchestra et The Needle and the Damage Done fut capturé lors d'un live, le 30 janvier 1971, au Royce Hall, Los Angeles, UCLA. Les chœurs de Crosby, Stills & Nash furent enregistrés par Mazer à New York.
L'album a été mixé au studio Quadrafonic et chez Neil Young. L'effet stéréo fut obtenu en plaçant le canal gauche dans les haut-parleurs situés dans la grange et le canal droit dans des haut-parleurs placés dans la maison.

## Réception
L'album Harvest  fut la meilleure vente d'albums en 1972 et jugé par les critiques comme l’un des albums majeurs de l'histoire du rock et le plus emblématique de Neil Young[réf. nécessaire]. Mais malgré les très bonnes ventes, les critiques ne furent pas très enthousiastes à la sortie de l'album. Parmi les critiques négatives publiées à l'époque, John Mendelsohn écrivit dans Rolling Stone sa déception et la « ressemblance évidente et désagréable de toutes les chansons de cet album avec les œuvres précédentes de Young — c'est comme si l'on n'avait fait qu'ajouter une guitare steel et de nouvelles paroles à After the Gold Rush. » Les critiques ultérieures ont été bien plus positives : en 2003, l'album est classé 78e des 500 plus grands albums de tous les temps par le magazine Rolling Stone. Dans le livre The Top 100 Canadian Albums de Bob Mersereau, sorti en 2007, Harvest arrive au premier rang.
En 2015, l'album a reçu le Grammy Hall of Fame Award.

## Titres
Toutes les chansons sont écrites et composées par Neil Young.
| 1. | Out on the Weekend             | 4:35 |
| 2. | Harvest                        | 3:03 |
| 3. | A Man Needs a Maid             | 4:00 |
| 4. | Heart of Gold                  | 3:05 |
| 5. | Are You Ready for the Country? | 3:21 |

| 6.  | Old Man                          | 3:22 |
| 7.  | There's a World                  | 3:00 |
| 8.  | Alabama                          | 4:02 |
| 9.  | The Needle and the Damage Done   | 2:00 |
| 10. | Words (Between the Lines of Age) | 6:42 |

## Musiciens
Selon le livret inclus avec l'album :
- Neil Young – chant, guitare acoustique, guitare solo, harmonica, piano
  - Ben Keith – guitare Pedal Steel
  - Jack Nitzsche – guitare lap steel (#5), piano (#8, 10), arrangements (#3, 7)
  - Tim Drummond – basse
  - Kenny Buttrey – batterie

ainsi que, par ordre d'apparition :
- John Harris – piano (#2)
- Teddy Irwin - seconde guitare acoustique (#4)
- Linda Ronstadt – chœurs (#4 & 6)
- James Taylor – banjo, chœurs (#4 & 6)
- David Crosby – chœurs (#5 & 8)
- Graham Nash – chœurs (#5 & 10)
- James McMahon - piano (#6)
- Stephen Stills – chœurs (#8 & 10)
- Le London Symphony Orchestra (#3 & 7)
- David Meecham - chef d'orchestre (#3 & 7)

## Production
- Neil Young, Elliot Mazer – Production
- Jack Nitzsche – Production (A Man Needs a Maid et There's a World)
- Henry Lewy – Production (The Needle and the Damage Done)
- Joel Bernstein – Photographie
- Tom Wilkes – Design

## Charts et certifications

### Album
Charts
| Pays                                 | Durée du classement | Meilleur classement | Date             |
| ------------------------------------ | ------------------- | ------------------- | ---------------- |
| Allemagne (GfK Entertainment)        | 12 semaines         | 4e                  | 15 mars 1972     |
| Australie (Go-Set Albums Charts)     | 30 semaines         | 2e                  | 15 juillet 1972  |
| Canada (RPM)                         | 72 semaines         | 1er                 | 1er avril 1972   |
| États-Unis (Billboard 200)           | 41 semaines         | 1er                 | 11 mars 1972     |
| France (SNEP)                        | 75 semaines         | 8e                  | 6 avril 1972     |
| Italie (FIMI)                        | 9 semaines          | 12e                 | 24 avril 1972    |
| Norvège (VG-lista)                   | 48 semaines         | 1er                 | 19 mars 1972     |
| Nouvelle-Zélande (RMNZ Albums Top40) | 2 semaines          | 48e                 | 21 mars 1972     |
| Pays-Bas (MegaCharts)                | 24 semaines         | 1er                 | 26 février 1972  |
| Royaume-Uni (UK Albums Chart)        | 40 semaines         | 1er                 | 5 mars 1972      |
| Autriche (Ö3 Austria Top 40)         | 1 semaine           | 38e                 | 13 décembre 2022 |
| Belgique (V) (Ultratop)              | 4 semaines          | 39e                 | 10 décembre 2022 |
| Belgique (W) (Ultratop)              | 4 semaines          | 41e                 | 10 décembre 2022 |
| Écosse (Scottish Album Chart)        | 11 semaines         | 24e                 | 9 décembre 2022  |
| Espagne (Promusicae)                 | 1 semaine           | 50e                 | 11 décembre 2022 |
| Portugal (AFP)                       | 3 semaines          | 41e                 | 9 mai 2022       |
| Suisse (Schweizer Hitparade)         | 2 semaines          | 19e                 | 11 décembre 2022 |

Certifications
| Pays!       | Certification | Ventes     | Date            |
| ----------- | ------------- | ---------- | --------------- |
| Allemagne   | 3 × Or        | 750 000+   | 2007            |
| Australie   | 7 × Platine   | 490 000+   | 15 octobre 2002 |
| Belgique    | Platine       | 20 000 +   | 29 mars 2005    |
| Canada      | 5 × Platine*  | 500 000 +  | ?               |
| États-Unis  | 4 × Platine   | 4 000 000+ | 27 juin 1994    |
| France      | Diamant       | 1 000 000+ | 17 octobre 2001 |
| Italie      | Or            | 25 000+    | 2015            |
| Royaume-Uni | 3 × Platine   | 900 000    | 29 février 2008 |
| Suisse      | Platine       | 50 000+    | 1992            |

- Selon le site de la CRIA, l'album n'a pas eu de certifications mais il semble qu'une confusion entre Harvest et l'album Harvest Moon a été commise. D'après une vérification auprès de WEA Canada, Harvest est certifié 5 fois disque de platine et Harvest Moon 2 fois disque de platine.

### Singles
| Single        | Chart                   | Durée du classement | Position | Date          | Certification |
| ------------- | ----------------------- | ------------------- | -------- | ------------- | ------------- |
| Heart of Gold | (Hot 100)               | 14 semaines         | 1er      | 18 mars 1972  | Or · Or · Or  |
| Heart of Gold | (Single Top 100)        | 23 semaines         | 6e       | 27 mars 1972  | Or · Or · Or  |
| Heart of Gold | (Go-Set Singles Charts) | 9 semaines          | 15e      | 3 juin 1972   | Or · Or · Or  |
| Heart of Gold | (V) (Ultratop)          | 1 semaine           | 30e      | 15 avril 1972 | Or · Or · Or  |
| Heart of Gold | (W) (Ultratop)          | 11 semaines         | 17e      | 27 mai 1972   | Or · Or · Or  |
| Heart of Gold | (RPM Top Singles)       | 23 semaines         | 1er      | 8 avril 1972  | Or · Or · Or  |
| Heart of Gold | (Single Top 100)        | 18 semaines         | 31e      | 1972          | Or · Or · Or  |
| Heart of Gold | (IRMA)                  | 3 semaines          | 12e      | 25 mars 1972  | Or · Or · Or  |
| Heart of Gold | (FIMI)                  | 1 semaine           | 24e      | 17 avril 1972 | Or · Or · Or  |
| Heart of Gold | (VG-lista)              | 11 semaines         | 4e       | 12 juin 1972  | Or · Or · Or  |
| Heart of Gold | (Single Top 100)        | 6 semaines          | 8e       | 11 mars 1972  | Or · Or · Or  |
| Heart of Gold | (UK Singles Chart)      | 11 semaines         | 10e      | 9 avril 1972  | Or · Or · Or  |
| Old Man       | (Hot 100)               | 9 semaines          | 31e      | 6 juin 1972   | —             |
| Old Man       | (RPM Top Singles)       | 14 semaines         | 4e       | 24 juin 1972  | —             |

## Citations
« Ma colonne vertébrale était littéralement en train de se désintégrer. Si bien que j'ai passé des mois au lit avant d'enregistrer ce disque. Je venais de rencontrer une actrice, Carrie Snodgress, avec qui j'ai habité assez vite. Nous avons eu notre premier enfant, un magnifique petit gars que nous avons nommé Zeke. Tout cela comptait énormément dans ma vie. On trouve toutes ces choses dans Harvest, même si l'esprit musical du disque n'est pas exactement en rapport. Sur cet album je voulais jouer très relax, facile. Harvest, c'était ma façon de dire "Tout le monde se calme. OK, je peux jouer dur, je peux faire le singe sur Ohio et Southern Man. Mais pour l'instant, j'ai autre chose en tête... »

— Neil Young. Pleine Lune. Inrockuptibles 12/1992. Interview de Nick Kent.

« À chaque fois que j'entendais "Heart of Gold", je me sentais contrarié. Je me disais : merde, c'est moi. Puisqu'il sonne comme moi, c'est moi qui aurais dû chanter ça. »

— Bob Dylan